# 박시형
박시형(1910년~2001년 2월 28일)은 조선민주주의인민공화국의 역사가이다. 1948년에 월북해 조선민주주의인민공화국에서 동명왕릉과 안학궁 발굴 및 정리, 단군릉·동명왕릉·왕건왕릉 개건사업에 참가하는 등의 한반도 북부 지역의 고대사와 중세사 연구에 업적을 남겼다.

## 생애
1910년 경상북도 문경에서 태어난 그는 27년 경성제2공립고등학교를 졸업하고 소학교 교사를 지내다 37년에 경성제국대학에 입학해 역사학을 전공했다.
1946년 8월에 월북한 그는 김일성종합대학 역사학부 교수로 지내며 과학원역사연구소 소장, 사회과학원 역사연구소 소장, 김일성종합대학 역사학부 강좌장을 지냈다.

## 저서
- 《조선역사》
- 《조선고대중세사》
- 《조선사사료학》
- 《조선력사사료강독》
- 《광개토왕릉비》
- 《발해사》
- 《조선토지제도사》(상·하)
- 《17세기 이후 우리나라 봉건사회의 몇개 부문 학문유산》(1∼9권)[1]